# Adele
Adele Laurie Blue Adkins (Tottenham, Londres, 5 de mayo de 1988), conocida simplemente como Adele, es una cantautora y multinstrumentista británica. Es una de las artistas musicales con mayores ventas del mundo, con más de 120 millones de ventas entre discos y sencillos. Desde pequeña mostró interés por la música y en 2006 se egresó de la BRIT School, año en el que firmó un contrato con XL Recordings, tras ser descubierta por unos demos que un amigo publicó en la red social MySpace. En 2008, lanzó su álbum de estudio debut, 19, el cual se situó en la posición 1 de la lista de álbumes británica y ha sido certificado ocho veces platino en Reino Unido y triple platino en Estados Unidos. En los Premios Brit de 2008 recibió el galardón ‹elección de los críticos› y también ganó la encuesta Sound of 2008 realizada por la BBC. Un año después, en la 51.ª entrega de los Premios Grammy ganó los galardones mejor artista nuevo y mejor interpretación vocal pop femenina por «Chasing Pavements». Es según la revista Rolling Stone la cantante más grande del siglo XXI y la número 22 de toda la historia.
A principios de 2011, lanzó su segundo álbum de estudio, 21, y fue éxito comercial en todo el mundo llegando a vender más de treinta millones de copias. Por sus ventas ha sido certificado dieciocho veces platino en Reino Unido y en Estados Unidos obtuvo la certificación de diamante. El álbum también contó con críticas favorables y recibió numerosos premios a lo largo de 2011 y 2012, entre ellos incluye el récord de seis grammys ganados en una sola ceremonia. Adele es la primera mujer en la historia que sitúa tres sencillos («Rolling in the Deep», «Someone Like You» y «Set Fire to the Rain») entre las primeras diez posiciones de la lista musical Billboard Hot 100 simultáneamente, y la primera artista femenina en tener dos álbumes y dos sencillos entre los primeros cinco puestos de la lista Billboard 200 y Billboard Hot 100 al mismo tiempo. Debido al éxito de 21, cuenta con varias menciones en el Guinness World Records.
En 2012 lanzó «Skyfall», sencillo principal de la banda sonora de la película de James Bond del mismo nombre. Con ella logró ganar un Óscar y un Globo de Oro a la mejor canción original en 2013, y al año siguiente un Grammy. Tras un descanso de tres años, Adele lanzó su tercer álbum de estudio 25, en noviembre de 2015 y se convirtió en el disco más vendido de ese año, rompiendo récords de ventas en varios países. 25 es su segundo álbum en obtener la certificación de diamante en los Estados Unidos, y a su vez también ganó cinco premios Grammy, incluyendo álbum del año, y cuatro Premios Brit, también incluyendo álbum del año. El sencillo principal, «Hello», se convirtió en la primera canción en vender más de un millón de copias digitales en los Estados Unidos en su semana de lanzamiento. Después de cinco años de inactividad, en 2021 lanzó su cuarto álbum de estudio, 30, el cual se convirtió en el disco más vendido de ese año en el mundo. El álbum fue precedido por el sencillo principal, «Easy on Me». En 2022, 30 recibió el galardón por álbum británico del año en los Premios Brit.
A lo largo de su carrera ha sido galardonada con un total de dieciséis premios Grammys, doce Premios Brit, un Óscar, un Globo de Oro y un Emmy, entre otros. En 2013, fue condecorada como Miembro de la Orden del Imperio Británico por el príncipe Carlos. La revista Billboard la nombró artista del año en 2011, 2012 y 2016. En 2012, VH1 la incluyó en el quinto puesto de las 100 mujeres más grandes de la música, y la revista Time la calificó como una de las personas más influyentes en el mundo en 2012 y 2016. Su tercera gira musical rompió récords de ventas a nivel mundial, incluyendo Reino Unido, Australia y los Estados Unidos. En 2020, su álbum 21 ha sido incluido en la lista de los 500 mejores álbumes de todos los tiempos según Rolling Stone.

## Primeros años

### Infancia y adolescencia

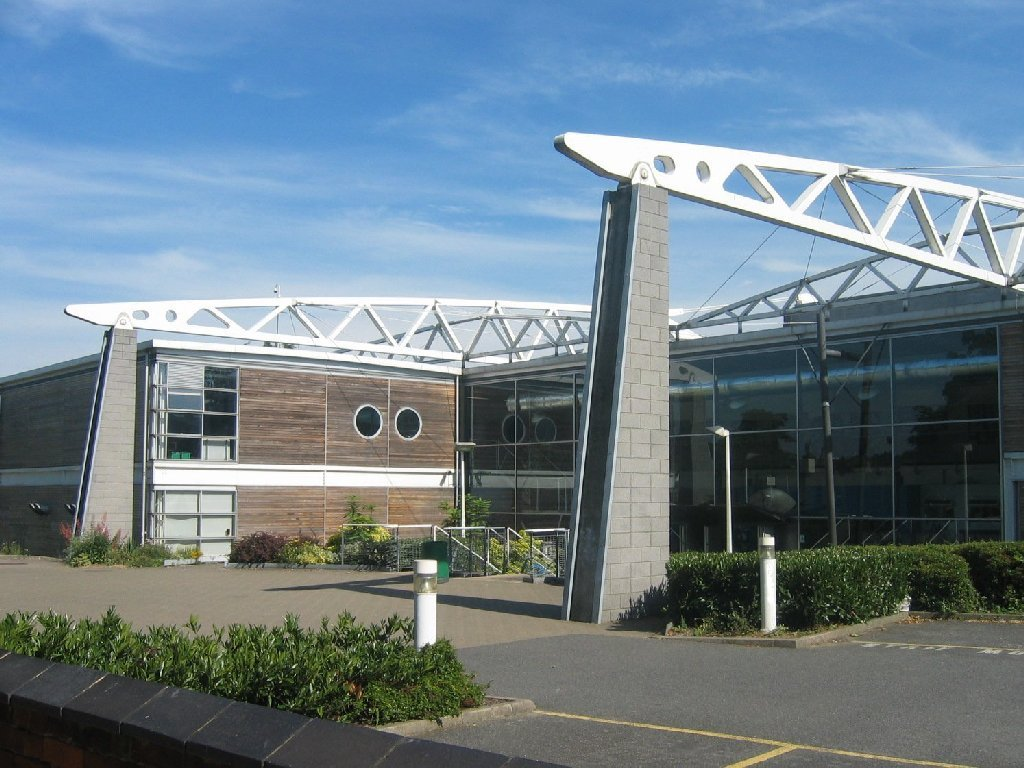
El colegio BRIT School de Artes Escénicas y Tecnología, el cual Adele se egresó en 2006.

Nació el 5 de mayo de 1988 en el barrio londinense de Tottenham en Inglaterra, Reino Unido. Hija de la inglesa Penny Adkins (1970) una masajista y del galés Mark Evans. Cuando tenía apenas dos años su padre la abandonó dejando a su madre, de veinte años, sola y sin ayuda de nadie. En 1997, a los nueve años, se mudó con su madre a Brighton, ya que Penny había encontrado trabajo como fabricante de muebles y organizadora de actividades de aprendizaje para adultos. Dos años más tarde, ella, su madre y su padrastro se mudaron nuevamente a Londres; primero a Brixton y luego en los suburbios del distrito West Norwood en el sur de Londres. Adele se inspiró en dicho distrito para escribir su primera canción «Hometown Glory», la cual fue lanzada como primer sencillo de su álbum 19.
Comenzó a cantar a los cuatro años y afirma que se obsesionó con las voces de algunas intérpretes por cómo cambiaban sus tonos, de enojado a excitado y de alegre a descontento. Recuerda que la primera artista que llamó su atención fue Gabrielle, y para imitarla le pidió a su madre comprar un parche ocular, que adornó con lentejuelas, sin embargo, al día siguiente de haberlo usado lo tiró tras sufrir «burlas en la escuela».
En 2003, a los catorce años, descubrió unos discos compactos de Etta James y Ella Fitzgerald en una tienda de antigüedades de música jazz local, y sostuvo que «fue como un despertar». Asimismo afirma que «comenzó a escuchar a Etta James durante una hora» todos los días, y la rutina la llevó a «conocer [su] propia voz». Ese mismo año, ingresó a la BRIT School de Artes Escénicas y Tecnología en Croydon, donde fue compañera de las reconocidas cantantes Leona Lewis y Jessie J, egresándose en el 2006. En una ocasión, «como parte de su curso grabó algunas demos, y un amigo las subió a MySpace», que posteriormente serían descubiertos por un empresario de un sello discográfico. Tras egresarse, estaba más interesada en entrar en una A&R para descubrir talentos y convertirlos en famosos que iniciar una carrera musical.
Pasó gran parte de su juventud en Brockwell Park, donde tocaba la guitarra y cantaba para sus amigos; esto la inspiró a escribir «Million Years Ago», canción perteneciente a su tercer álbum 25. Adele declaró: «Tiene bastantes momentos grandes de mi vida que he pasado allí, y pasé de nuevo por allí [en 2015] y literalmente me largué a llorar. Realmente lo extrañé mucho».

## Carrera musical

### 2006–2010: Comienzos y19

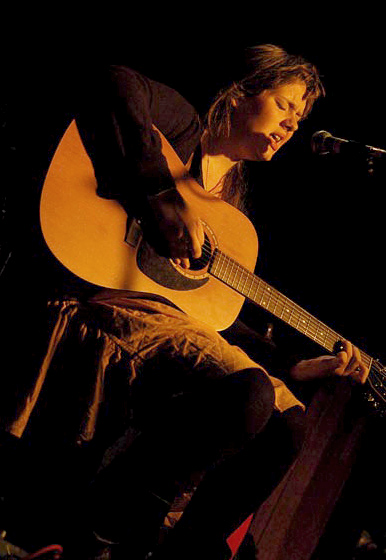
Adele realizando un acto acústico en Kilburn, Londres en 2007.

En 2006, las demos que su amigo subió a MySpace fueron descubiertas de casualidad por Richard Russell, del sello discográfico XL Recordings, quien la contactó a través de correos electrónicos y la citó. Inicialmente, Adele dudaba de la veracidad de la oferta y pensaba que era «un pervertido de Internet» ya que «nunca había oído hablar de XL [Recordings]», así que optó por ir acompañada a la reunión. Adele firmó su primer contrato discográfico en junio de 2006 con el mánager Jonathan Dickins de September Management, luego de ser recomendado por Nick Huggett. Sin embargo, en septiembre del mismo año deja dicho sello y firma con Jamie T, de XL. En 2007, prestó su voz para la canción «My Yvonne» de Jack Peñate, incluida en su álbum, Matinée (2007), y fue durante esa grabación que conoció al productor Jim Abbiss, quien se encargó de producir buena parte de su álbum de estudio debut, 19 y su sucesor, 21. Su canción revelación, «Hometown Glory», se lanzó a finales de octubre de 2007 y supuso su entrada al mercado musical británico. Ella sirvió como telonera para Will Young en los MENCAP Sesiones Poco Ruido 2007, un concierto benéfico que se llevó cabo en Union Chapel de Londres.
En 2008, interpretó un repertorio acústico siendo la artista principal de un evento realizado en Union Chapel, Londres, apoyada por Damien Rice. En los Premios Brit fue elogiada con el galardón elección de los críticos y a su vez ganó la encuesta Sound of 2008, realizada por BBC. Su álbum 19, titulado así por la edad que tenía la artista cuando escribió y compuso muchas de las canciones, entró en la posición número 1 de la lista de álbumes de Reino Unido, y recibió críticas favorables tanto de los articulistas especializados como de varios artistas, sobre todo por su destreza vocal, que la llevó a ser llamada «la nueva Amy Winehouse». El 14 de enero de 2008, se puso en venta su segundo sencillo, «Chasing Pavements», dos semanas después de su álbum de estudio debut, 19. La canción se situó en el puesto 2 de la lista de sencillos británica, y permaneció en dicha posición cuatro semanas. De acuerdo con Daily Mail, la canción se prohibió en varias emisoras de radio de Estados Unidos, ya que la letra podría significar «perseguir a los hombres homosexuales», lo cual causó mucha controversia en contra de Adele.

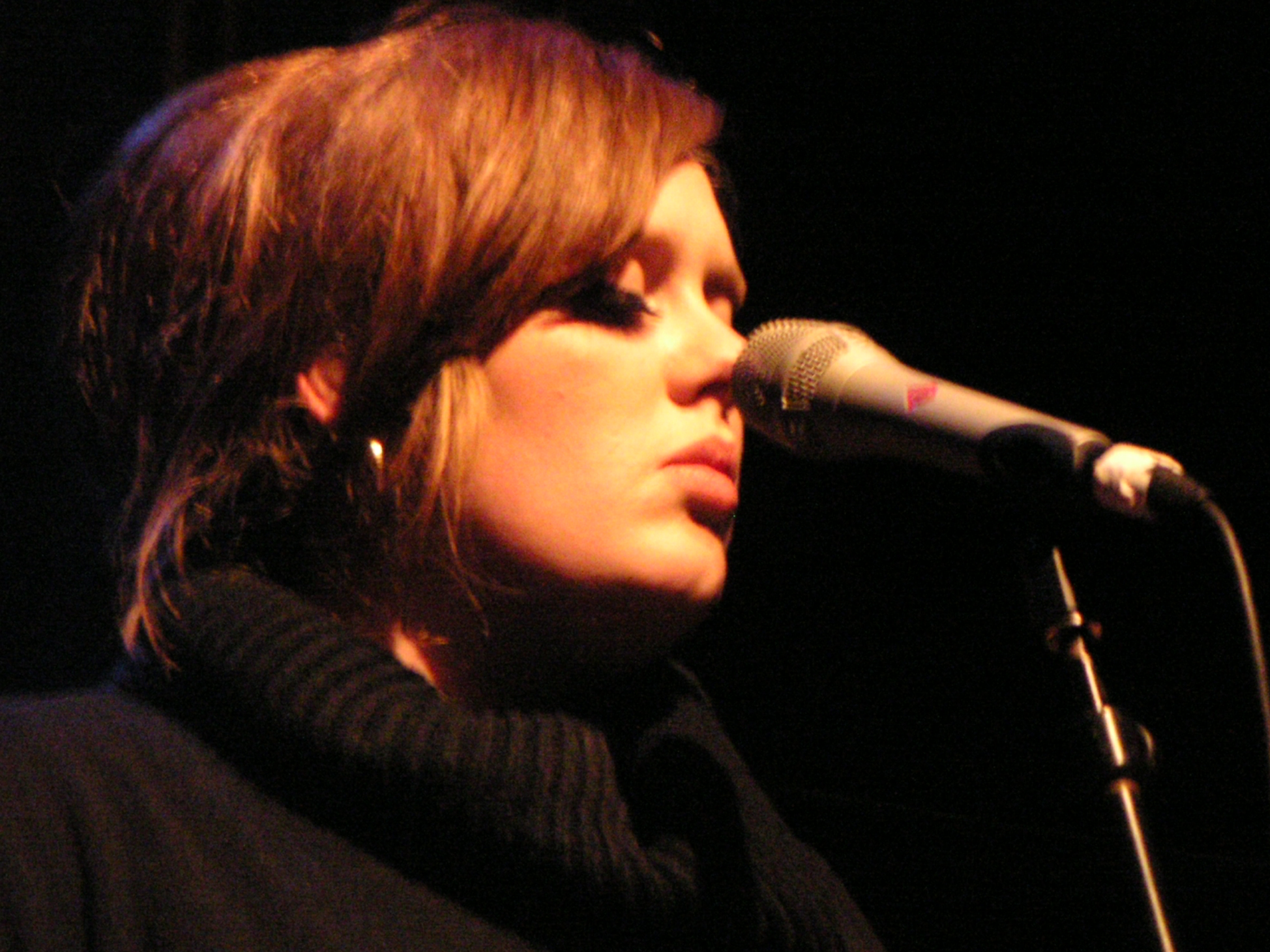
Adele actuando en directo en 2009.

Ella estuvo nominada para un premio Mercury Prize por 19 en 2008. También recibió el galardón mejor artista de jazz en los premios Urban Music, a su vez optó por artista revelación en los premios Q y figuró en la categoría mejor mujer británica en los Music of Black Origin. En marzo de 2008, Adele firmó un contrato con Columbia Records y XL Recordings para su incursión en Estados Unidos. En el mismo mes se embarcó en una breve gira musical por Norteamérica  y en junio, 19 fue lanzado en el mercado estadounidense. La revista Billboard declaró que: «Adele realmente tiene potencial para convertirse en uno de los artistas internacionales más respetados e inspiradores de su generación.». La gira mundial, An Evening with Adele, comenzó en mayo de 2008 y terminó en junio de 2009, después de haber cancelado una serie de espectáculos que realizaría por los Estados Unidos. Según la cantante decidió cancelarlos para estar con su novio y por el consumo de alcohol. Además afirmó que se inspiró en su amorío para componer buena parte de su segundo álbum de estudio.
A mediados de octubre de 2008, su intento de obtener fama en Estados Unidos pareció haber fracasado; sin embargo, tuvo una segunda oportunidad al ser reservada como la artista musical invitada para el episodio de 18 de octubre de Saturday Night Live, en la que interpretó los temas «Chasing Pavements» y «Cold Shoulder». El capítulo también incluyó una aparición de Sarah Palin, quien en ese entonces era candidata a la vicepresidencia de Estados Unidos. Tanto fue su éxito que el programa obtuvo la mayor cantidad de audiencia en catorce años con 17 millones de espectadores, asimismo se cataloga a su actuación como la que impulsó su carrera en el mercado musical estadounidense. Al día siguiente de haberse emitido el espectáculo, 19 encabezó las listas de iTunes e ingresó a los primeros cinco en Amazon.com, al mismo tiempo «Chasing Pavements» se elevó a las primeras veinticinco. Además, el álbum alcanzó la posición 11 del Billboard 200, un salto de treinta y cinco lugares durante la semana anterior. El álbum fue certificado doble platino por la Recording Industry Association of America (RIAA) en noviembre de 2012.
En la edición de 2009 de los Premios Brit, estuvo nominada a «artista revelación británico», «artista solista británica femenina» y «sencillo británico» por «Chasing Pavements». Por otro lado, en la 51.ª edición de los Premios Grammy, Adele recibió galardones mejor artista nuevo y mejor interpretación vocal pop femenina por «Chasing Pavements», además figuró en las categorías grabación del año y canción del año por el mismo tema. Al año siguiente, en la 52.ª edición de los Premios Grammy recibió una nominación por mejor interpretación vocal pop femenina por «Hometown Glory». El 3 de febrero de 2009, lanzó su primer EP, iTunes Live from SoHo, que consta de ocho canciones grabadas en vivo. En abril de 2010, su canción «My Same» entró en la lista de éxitos de sencillos de Alemania luego de que fuera interpretada por Lena Meyer-Landrut en el concurso de talento Unser Star für Oslo, o Our Star for Oslo. A finales de septiembre, después de haber sido interpretada la versión de Adele de «Make You Feel My Love» de Bob Dylan en The X Factor, volvió a entrar a la lista de sencillos británica en el puesto número 4. Durante el especial CMT Artists of the Year, Adele cantó junto Darius Rucker la canción de la «Need You Now» de Lady Antebellum; esta actuación luego fue nominada para un CMT Music Award.

### 2011–2014:21y fama mundial
Adele lanzó su segundo álbum de estudio, 21, el 24 de enero de 2011 en Reino Unido y el 22 de febrero en Estados Unidos. Ella citó a una relación rota como su fuente de inspiración, y a su vez, en su título, refleja el crecimiento que experimentó desde la publicación de su disco debut, 19. Por otro lado, su sonido está influenciado por la música country del Sur de Estados Unidos; género del que Adele se sintió atraída mientras estaba de gira promocionando su álbum 19. Asimismo, para su composición, tomó como referencia un material discográfico de Lady Antebellum y la forma de cantar de Wanda Jackson. 21 tuvo una buena recepción crítica y también en lo comercial, situándose en la posición número uno en más de veintiséis países, entre ellos Australia, Irlanda, Canadá, Estados Unidos, México, Nueva Zelanda y Reino Unido. El álbum fue antecedido por el lanzamiento de «Rolling in the Deep», el sencillo principal, que alcanzó el puesto número 1 del Billboard Hot 100 de Estados Unidos y la número 2 del listado de sencillos de Reino Unido, respectivamente. Hasta abril de 2015, contaba con más de 8.3 millones de copias en el territorio estadounidense, lo que la convierte en la segunda canción más vendida de todos los tiempos en formato digital y la primera por una artista solista.

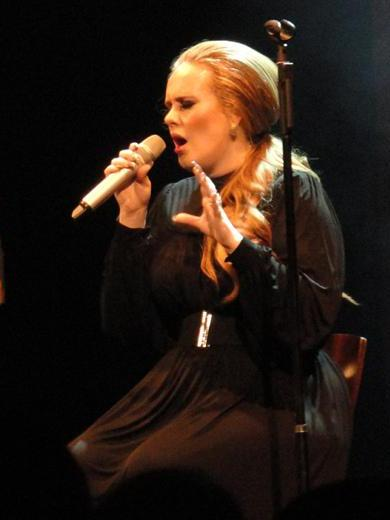
Adele cantando en Seattle, Washington, en agosto de 2011.

Tras realizar actuación de «Someone Like You» en los premios Brit de 2011, el tema ingresó en la número 1 del ranking de sencillos de Reino Unido y «Rolling in the Deep» se situó en la cuarta posición del mismo listado. Al mismo tiempo su álbum debut, 19, junto con 21 ingresaron a los cinco principales del listado de álbumes británica, hazaña que convirtió a Adele en la primera artista viva que consiguió tener dos álbumes y dos sencillos en entre los primeros cinco de dichas listas de éxitos simultáneamente desde que los Beatles lo hicieran en 1964. Ambas canciones encabezaron varias listas de éxitos y rompieron varios récords de ventas; después de interpretar a «Someone Like You» en los MTV Video Music Awards 2011, se convirtió en el segundo sencillo número uno de Adele en la Billboard Hot 100. Para diciembre de 2011, 21 vendió más de 3.4 millones de copias en Reino Unido, y se convirtió en el disco más vendido del siglo XXI en dicho territorio, tras superar a Back to Black (2006) de Amy Winehouse. Asimismo convirtió a su intérprete en la primera artista en vender más de tres millones de copias en un año en Reino Unido. «Set Fire to the Rain» se convirtió en el tercer número uno de la cantante en la Billboard Hot 100, y con 21 situado en el primer puesto de la Billboard 200, Adele hizo historia al encabezar simultáneamente la lista de álbumes y sencillos. Según Fraser T. Smith, compositor de la canción, responde a una fuerte discusión que tuvo la artista con su enamorado, un fotógrafo llamado Alex Sturrock; anonadada por la situación, en medio de una lluvia infructuosamente intentaba encender un cigarrillo, pero sin resultados, de allí se originó el título de dicho tema.
Para promocionar el álbum, se embarcó en su segunda gira musical Adele Live, que agotó todas las entradas en la etapa de Norteamérica. Sin embargo, tuvo que cancelar la serie de espectáculos que, llevaría a cabo en octubre de 2011, a causa de una hemorragia en las cuerdas vocales, que ya había experimentado a inicios de año, y anunció que necesitaba un largo período de descanso a fin de evitar un daño permanente a su voz. En la primera semana de noviembre, el director Steven M. Zeitels del Centro de Cirugía de laringe y Rehabilitación de voz en el Hospital General de Massachusetts en Boston hizo una microcirugía láser en las cuerdas vocales de Adele para eliminar un pólipo benigno. Una grabación de su gira, Live at the Royal Albert Hall, fue lanzada en noviembre de 2011, debutando en la posición número uno en Estados Unidos, con 96 000 copias vendidas, la cifra más alta de una semana para un DVD de música en cuatro años, convirtiéndose en el DVD de música más vendido de 2011. Adele es la primera artista en la historia de Nielsen SoundScan en culminar un año con tres éxitos número uno: 21, «Rolling in the Deep» y el DVD Live at the Royal Albert Hall. En los American Music Awards 2011, ganó tres premios: artista favorito pop/rock femenino, artista favorito adulto contemporáneo y álbum favorito pop/rock por 21. En diciembre, Billboard la elogió como la artista del año, y encabezó los listados anuales de popularidad de Billboard 200 por 21 y Billboard Hot 100 por «Rolling in the Deep», respectivamente. Además 21 pasó a ser el álbum con más entradas al primer puesto de la lista musical de Reino Unido y los Estados Unidos.
Tras haberse recuperado de la microcirugía, hizo su reaparición en vivo en la 54.ª edición de los Premios Grammy, ceremonia en la que se alzó con seis galardones, convirtiéndose en la segunda artista femenina en la historia de los Grammy, después de Beyoncé, en ganar varios premios en una sola noche. Luego de su éxito, 21 registró su mejor semana de ventas con 730 000 unidades; 19 y 21 se situaron entre los primeros cinco puestos de la Billboard 200 y ubicó a «Set Fire to the Rain», «Rolling in the Deep» y «Someone Like You» entre las primeras diez, esto convirtió Adele en la primera fémina que logra dicha hazaña en los cincuenta y tres años de historia de Billboard. Asimismo fue la primera mujer que posicionó dos títulos diferentes en entre los cinco primeros de la Billboard Hot 100. En los premios Brit de 2012, la cantante recibió los galardones «solista británica femenina» y «álbum británico del año» por 21. Tras la emoción de la ceremonia, 21 alcanzó el primer puesto en la lista de álbumes de Reino Unido y pasó a ser su encabezamiento número veintiuno, no consecutivo. Desde su lanzamiento, 21 ha vendido más de 4.5 millones de copias en el Reino Unido, donde figura como el cuarto álbum más vendido de todos los tiempos. En noviembre de 2012, superó los diez millones de copias vendidas en Estados Unidos, convirtiendo a la intérprete en la primera y única artista de la década de 2010 que obtiene la certificación de Diamante de la Recording Industry Association of America (RIAA) por un álbum en menos de dos años. Para julio de 2014 el disco contaba con más de treinta millones de copias vendidas en todo el mundo.

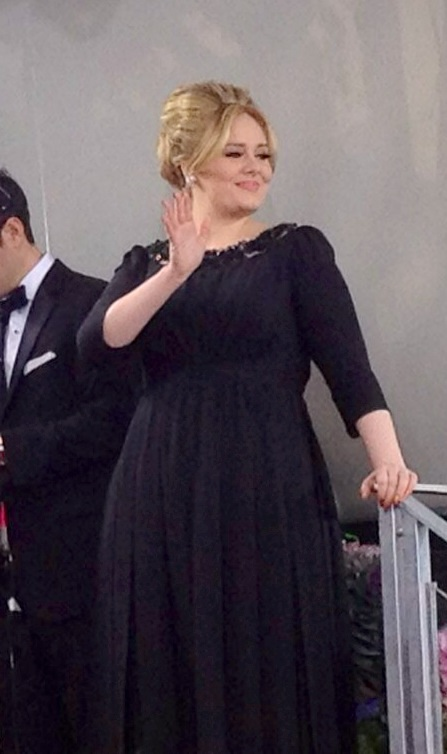
Adele en la 70.ª ceremonia de los premios Globo de Oro en Beverly Hills.

En julio de 2012, Adele figuró en el sexto puesto de la lista de Forbes como las celebridades británicas mejor pagadas en el mundo menores a treinta años, después de haber ganado £23 millones ($35 millones) entre mayo de 2011 a mayo de 2012. En diciembre de 2012, la cantante fue elogiada artista del año y 21 nombrado el álbum del año por Billboard, catalogada como la primera artista en recibir estos premios por dos años consecutivos. Además se le concedió el título mejor artista femenina. Por su parte, The Associated Press la nombró Artista del Año. A inicios de octubre de ese mismo año, la cantante confirmó que había compuesto, junto con Paul Epworth, el sencillo principal de la vigésima tercera película de James Bond, Skyfall. La música del tema fue arreglado y producido por Epworth, y cuenta con orquestación de J. A. C. Redford. Adele declaró a «Skyfall» como «uno de los momentos de mayor orgullo de mi vida». Su mayor éxito lo tuvo en Europa, donde encabezó las listas de Alemania, Bélgica, Francia, Irlanda, Países Bajos y Suiza. En Reino Unido se situó en la posición 2 de la lista de sencillo de Reino Unido y en el puesto 8 del Billboard Hot 100 de Estados Unidos. En 2013, Adele recibió el galardón por mejor canción original en la 85.ª edición de los Premios Óscar, donde también interpretó la canción en vivo. De la misma manera, también ganó por mejor canción original en la 70.ª edición de los Golden Globes del mismo año.
En 2013, en la 55.ª edición de los Premios Grammy, ganó su noveno galardón por una versión en vivo de «Set Fire to the Rain», y en los Premios Brit de ese mismo año recibió el galardón «sencillo británico» por «Skyfall». Composición por la cual también recibió el premio mejor canción escrita para una película u otros medios visuales en la edición 56.ª edición de los Premios Grammy en 2014. A finales de diciembre de 2013, fue condecorada como un Miembro de la Excelentísima Orden del Imperio Británico, concedido por el príncipe Carlos en el Palacio de Buckingham, en reconocimiento a la contribución que ha hecho al mundo de la música.

### 2015–2017:25y Adele Live 2016
A inicios de abril de 2012, Adele sostuvo que su tercer álbum de estudio podría tardar al menos dos años, considerando que tenía que vivir un poco más para poder hacer nueva música. En mayo de 2014, en vísperas de su cumpleaños número 26, Adele publicó un mensaje a través de su cuenta de Twitter que los medios interpretaron como ambiguo ya que especulaban sobre el título del próximo álbum de la cantante. El tuit decía: «Adiós 25... Nos vemos más tarde durante el año», y fue interpretado por algunos medios de comunicación, incluyendo Capital FM, que «25» sería el título del próximo álbum y sería lanzado más tarde ese mismo año. Sin embargo, en octubre de ese año, tras varios anuncios de que el tercer disco de la cantante saldría a los mercados musicales a finales de año, el sello XL Recordings descartó dicho lanzamiento y anunció que sería pospuesto para 2015, alegando que si llevaban a cabo el lanzamiento en 2014 tanto el álbum como la compañía se verían perjudicados en ventas.
El 21 de octubre de 2015, Adele anunció que su tercer álbum se titularía 25 y que se publicaría el 20 de noviembre de 2015; el 23 de octubre se publicó el sencillo principal del disco, «Hello». El tema fue un hito en ventas y en listas musicales en varios países; en el Reino Unido ingresó al puesto número 1 de la lista de sencillos británica por 330 000 copias, y en los Estados Unidos debutó en la número 1 del Billboard Hot 100 y marcó récord tras vender 1.1 millón de copias en formato digital en su primera semana de lanzamiento. El videoclip de la canción tuvo más de 27,7 millones de visualizaciones en su canal Vevo de YouTube, dentro del lapso de veinticuatro horas, por lo que rompió el récord anterior logrado por «Bad Blood» de Taylor Swift, que acumuló 20,1 millones de reproducciones en el mismo período de tiempo. Así como también rompió el récord obtenido por «Wrecking Ball» de Miley Cyrus de alcanzar cien millones de visitas en menos tiempo, haciéndolo tan sólo en cinco días. «Hello» también entró en la posición número uno en los ránquines de éxitos de países como Alemania, Australia, Canadá, Francia, Irlanda y Nueva Zelanda, entre otros.
El 27 de octubre de 2015, la BBC One anunció planes para un concierto titulado Adele at the BBC, un especial de una hora presentado por Graham Norton, en el que Adele habla de su nuevo álbum y realiza nuevas canciones del mismo. Esta fue su primera aparición en televisión desde que se presentó en la 85.ª edición de los Premios Óscar. El concierto fue grabado antes con audiencia en vivo el 2 de noviembre y se emitió el 20 de noviembre, coincidiendo con el lanzamiento de 25. El 30 de octubre, Adele confirmó que iba a realizar un concierto único titulado Adele Live in New York City grabado en el Radio City Music Hall el 17 de noviembre. Posteriormente, la NBC transmitió el concierto especial el 14 de diciembre.

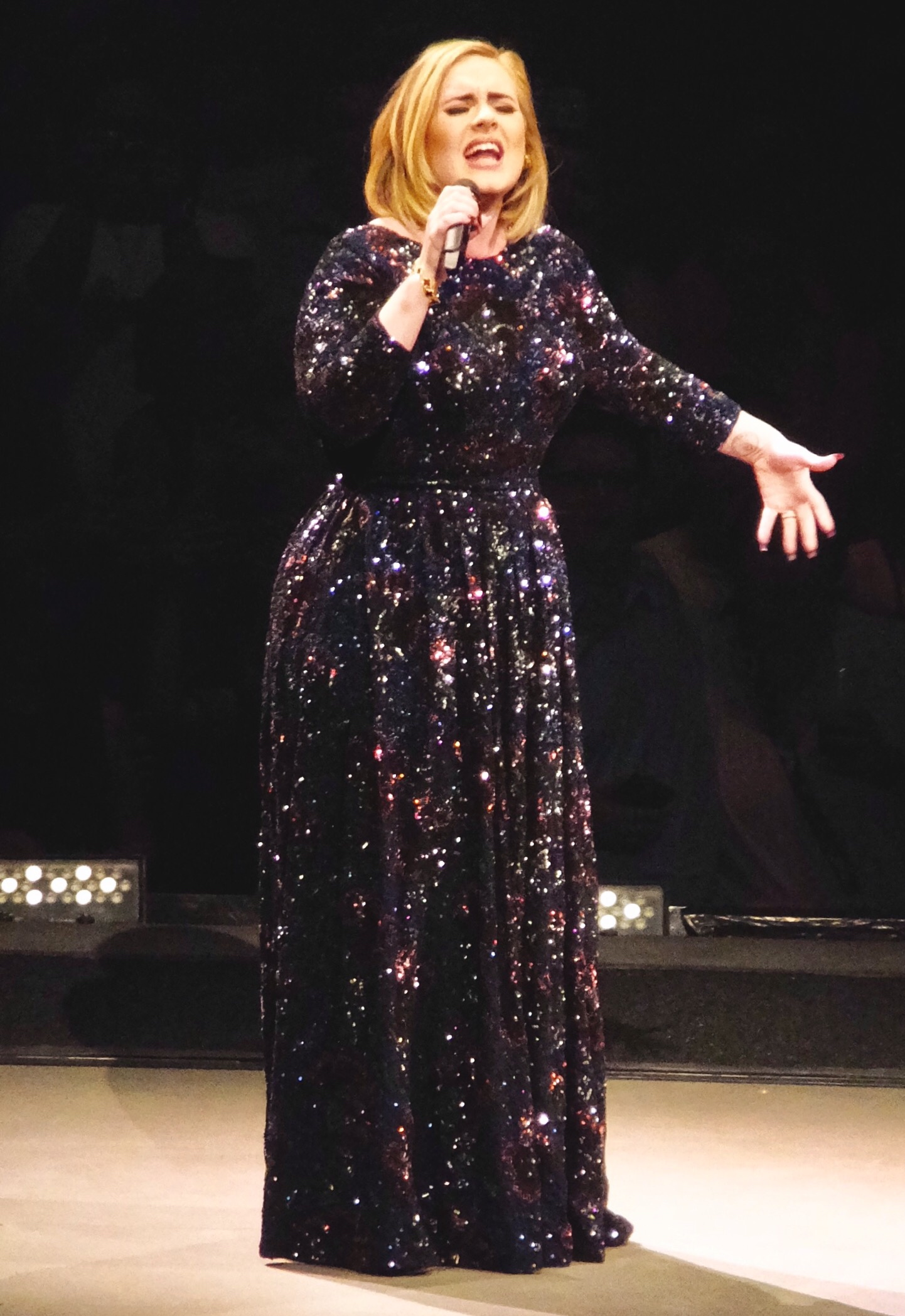
Adele en el estadio Saint Paul (Minesota) durante su gira mundial en 2016.

Tras su lanzamiento, 25 ingresó en el puesto 1 del listado de álbumes británica y se convirtió en el disco con más copias vendidas en su primera semana en el Reino Unido por más de 800 000 copias. Asimismo se situó en la número 1 del Billboard 200 de los Estados Unidos, donde vendió 3.38 millones de unidades en su semana de estreno, lo que lo convirtió en el primer álbum en vender dicha cantidad en su primera semana desde que Nielsen SoundScan comenzó a monitorear las ventas en 1991. 25 se convirtió en el álbum más vendido de 2015, en varios países, entre ellos Australia, Reino Unido y los Estados Unidos, donde estuvo siete semanas consecutivas en el puesto número uno en cada uno de esos países antes de ser desplazado por Blackstar, álbum del cantante David Bowie. En noviembre de 2015, la cantante anuncia su gira Adele Live 2016, su primera gira desde 2011. Comenzando en Europa, Adele Live 2016 incluyó cuatro fechas en el Manchester Arena para marzo de 2016, seis fechas en el The O2 Arena de Londres, con más fechas en países como Irlanda, España, Alemania, Italia y Países Bajos, entre otros. Luego de su gira por Europa, la misma continuó por Norteamérica, comenzando el 5 de julio en la ciudad de Saint Paul (Minesota). La etapa norteamericana incluyó seis noches en el Madison Square Garden de la ciudad de Nueva York, ocho noches en el Staples Center de Los Ángeles y cuatro noches en el Air Canada Centre de Toronto. Adele rompió el récord que poseía Taylor Swift de cinco noches consecutivas con entradas agotadas en el Staples Center.
El 24 de febrero de 2016, en la 36.ª entrega los premios Brit Adele recibió los galardones solista femenina británica, sencillo británico del año por «Hello», álbum británico del año por 25 y el premio «éxito global» en reconocimiento a sus ventas discográficas. Adele cerró la ceremonia de premios interpretando «When We Were Young», segundo sencillo de su álbum 25. Ese mismo año, se lanzaron dos sencillos más de 25: «Send My Love (To Your New Lover)» y «Water Under the Bridge». El 17 de marzo de ese mismo año, mientras estaba en el escenario del O2 Arena de Londres, Adele anunció que encabezaría el Pyramid Stage en el Festival de Glastonbury, que luego fue confirmado por los organizadores del festival. Adele tocó para el Glastonbury el 25 de junio frente a 150.000 personas, el show duró 90 minutos en total incluyendo las quince canciones que interpretó, y describió la experiencia como «por lejos, el mejor momento de mi vida hasta ahora». En una entrevista con Jo Whiley de la BBC Radio 2, unos 30 minutos antes de subir al escenario, Adele contó que ella siempre fue al Festival de Glastonbury desde que era niña y que este había significado mucho para ella. Whiley contó: «Ella (Adele) estaba muy asustada, muy, muy asustada. Estábamos haciendo la entrevista y en un momento tuvo que detenerse porque estaba llorando. Fue increíble ver a alguien así y luego presenciarla salir al escenario».

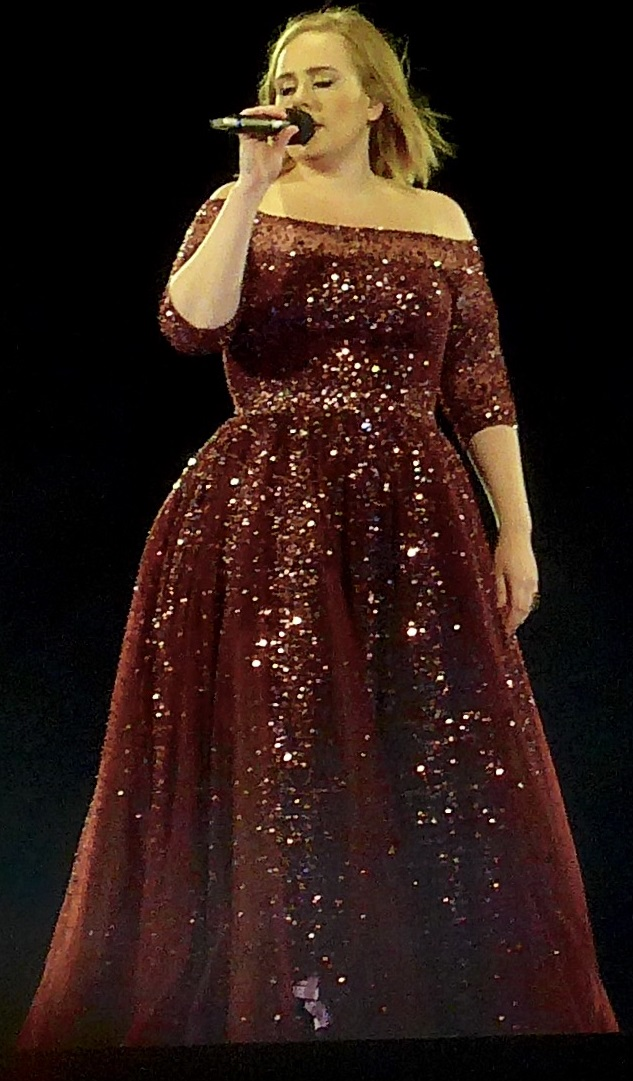
Adele en el estadio Adelaide Oval durante su gira mundial Adele Live 2017.

Como parte de su gira mundial (Adele Live 2016), en febrero y marzo de 2017, Adele anunció una gira en Australia por primera vez, tocando en estadios al aire libre en todo el país. Sus dos primeros conciertos en Nueva Zelanda agotaron entradas en un récord de 23 minutos, y se anunció un tercer show, también con todas las entradas vendidas en menos de 30 minutos. Adele vendió más de 600.000 entradas para su récord de ocho fechas de su gira australiana, estableciendo así, récords en los estadios de todo el país; el 10 de marzo brindó su concierto en el Estadio ANZ de la ciudad de Sídney y fue visto por 95.000 personas; este fue el concierto más grande en la historia de Australia, un récord que ella misma rompió la noche siguiente con más de 100.000 espectadores. La cantante completó su gira mundial con dos conciertos titulados «Adele: The Finale», en el Estadio de Wembley de Londres los días 28 y 29 de junio. Adele había agregado otros dos conciertos más en Wembley después de que las dos primeras fechas se agotaran, sin embargo, tuvo que cancelar estas dos últimas fechas ya que sufrió un daño en sus cuerdas vocales. Como muestra de apoyo y afecto, fanáticos de la cantante organizaron una campaña por redes sociales para reunirse afuera del Estadio de Wembley e interpretar sus canciones, en un evento titulado «#SingForAdele».
El 12 de febrero de 2017, en la 59.ª edición de los Premios Grammy, Adele ganó en las cinco categorías en las que estaba nominada, sumando a su colección un total de quince premios Grammys. Su álbum 25 recibió dos galardones por álbum del año y mejor álbum vocal de pop, y por su canción «Hello» ganó en las categorías de canción del año, grabación del año y mejor interpretación pop solista. Gracias a esto, Adele logró convertirse en la única artista en ganar dos veces las tres categorías principales en la historia de los Grammys (álbum del año, grabación del año y canción del año). Esa misma noche, Adele también le rindió homenaje al fallecido George Michael interpretando una nueva versión la canción «Fastlove». Sin embargo, debido a que se produjeron dificultades técnicas con el sonido durante la interpretación del tema, Adele tomó la decisión de parar y comenzar de nuevo ya que también sentía que estaba fuera de tono, diciendo: «¿podemos empezar de nuevo? lo siento, no puedo arruinarle esto a él, no puedo».

### 2018–presente:30y regreso musical
Según los medios, Adele estaba trabajando en su cuarto álbum de estudio en 2018. El 5 de mayo de 2019, en su cumpleaños número 31, Adele publicó varias fotografías en blanco y negro de sí misma en su cuenta de Instagram, celebrando la ocasión junto con un mensaje de reflexión respecto al año anterior. El mensaje terminó con «30 será un disco con baterías y bajos», dando a entender que el nuevo álbum estaba en camino. El 15 de febrero de 2020, Adele anunció en la boda de su mejor amiga que su cuarto álbum de estudio saldría en septiembre de ese mismo año. Sin embargo, más tarde el mismo manager de la cantante anunció que su cuarto álbum se había retrasado debido la pandemia por el COVID-19, agregando que el álbum «estará listo cuando esté listo».
El 24 de octubre de 2020, Adele hizo su primera aparición en televisión después de cuatro años de inactividad en el programa de comedia estadounidense Saturday Night Live, donde fue la conductora y realizó varios sketches interpretando algunas de sus exitosas canciones, y contó con la invitada musical H.E.R.. En su monólogo de apertura del programa, la cantante anunció que su cuarto álbum de estudio aún no estaba listo, y que por esa razón solamente era la conductora y no la invitada musical.
El 1 de octubre de 2021, varias proyecciones y vallas publicitarias con el número «30» comenzaron a aparecer alrededor del mundo en principales monumentos como el Palacio de Buckingham, la Torre Eiffel y el Empire State Building. Debido a esto, se empezó a especular que Adele era la responsable y que 30 sería el título de su cuarto álbum. Días después, el sitio web de la cantante y sus cuentas oficiales en redes sociales fueron actualizadas y estas coincidieron con la estética de las proyecciones y vallas publicitarias. El 5 de octubre de 2021, Adele anunció oficialmente su regreso a la música con un nuevo sencillo titulado «Easy on Me», dando un adelanto del vídeo musical en sus redes sociales. Poco tiempo después, Adele anunció en sus redes sociales que su cuarto álbum se llamará 30 y que su fecha de lanzamiento será el 19 de noviembre de 2021. El 7 de octubre, la cantante anunció en sus redes que sería la estrella protagonista en las portadas de noviembre para la revista estadounidense Vogue, así como también en la versión británica, convirtiéndose en la primera persona en cubrir simultáneamente ambas portadas al mismo tiempo. Su canción «Easy on Me» fue lanzada el 15 de octubre al mercado musical, con una recepción crítica positiva, rompiendo los récords de Spotify y Amazon Music de la canción con mayor cantidad de reproducciones en un solo día. Asimismo, el sencillo logró debutar en el puesto número uno del Billboard Hot 100, siendo su quinto sencillo número uno en dicha lista.

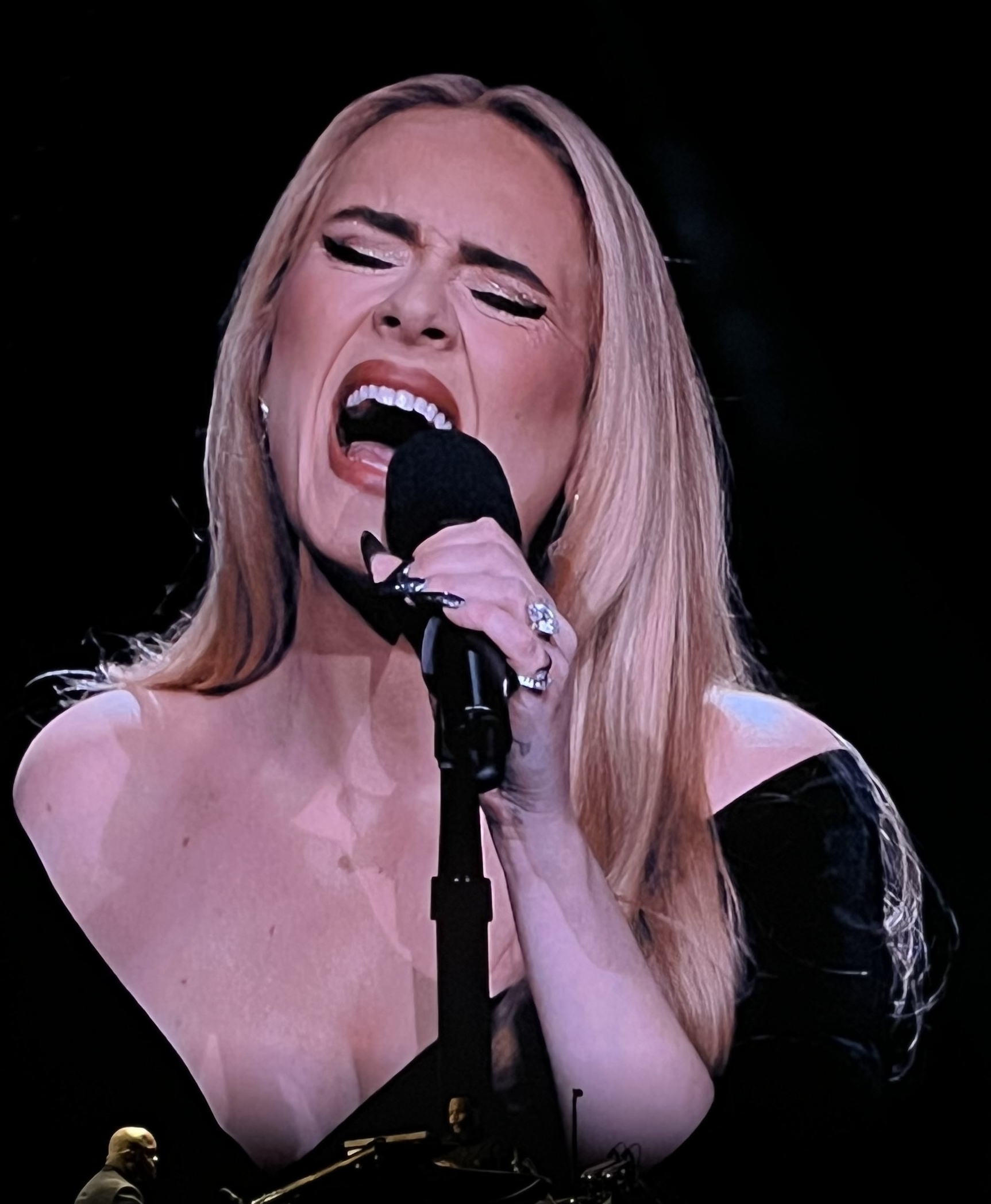
Adele cantando durante su residencia Weekends with Adele en febrero de 2023

30 fue lanzado el 19 de noviembre de 2021 y se convirtió en un éxito global alcanzando el primer puesto en 24 territorios. En el Reino Unido, el álbum debutó en el puesto uno en la lista Official Albums Chart con 261.000 copias vendidas, obteniendo la semana de apertura más grande para un álbum desde Divide de Ed Sheeran en 2017, y también tiene las ventas más altas en la primera semana para un álbum de una artista femenina desde su propio disco anterior, 25. El álbum se convirtió en el más vendido de 2021 en el país. En los Estados Unidos, fue el tercer álbum consecutivo número uno en el Billboard 200 de Adele y también el más vendido del año. 30 fue el álbum más vendido de 2021 en el mundo. El disco vendió alrededor de 5,5 millones de copias puras a los dos meses de su lanzamiento. Fue su primer álbum comercializado globalmente por Columbia Records en lugar de dividirse entre XL Recordings y los socios de distribución regional de Beggars Group en la mayor parte del mundo y Columbia en Norteamérica. 30 fue anunciado mediante una amplia campaña promocional, que incluyó un concierto especial emitido el 14 de noviembre de 2021 por la cadena CBS titulado Adele One Night Only, acompañado de una entrevista con la presentadora estadounidense Oprah Winfrey, seguido de un concierto especial de ITV titulado An Audience with Adele el 21 de noviembre de 2021 y dos conciertos de en Hyde Park, Londres programados para el 1° y 2 de julio de 2022. El 30 de noviembre, la cantante anuncia su primera residencia, Weekends with Adele, en el Coliseo del Caesars Palace de Las Vegas, que duraría desde el 21 de enero de 2022 hasta el 16 de abril del mismo.
El 20 de enero de 2022, Adele anuncia en sus redes sociales que su residencia en Las Vegas fue pospuesta debido a «retrasos en las entregas y contagios de COVID». Al mes siguiente, en la 42.ª entrega de los Premios Brit, su disco 30 ganó el premio por ‹álbum británico del año›, haciendo de ella la primera artista solista en la historia en ganar tres veces dicho galardón.

## Características musicales

### Influencias y estilo musical

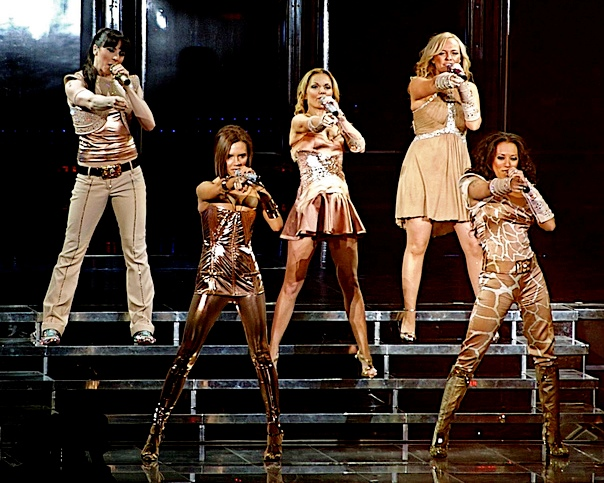
Adele atribuye a las Spice Girls una gran influencia en su amor por la música.

Desde muy joven mostró interés por el jazz, el R&B, el blues y soul, «influencias que agobiarían a un cantante menor, pero Adele toma estos géneros con gusto», según Gary McGinley, de No Ripcord. Ella ha declarado que sus mayores influencias son Etta James y Beyoncé. Una de las primeras influencias fue Gabrielle, una cantante británica de soul, a quien ha admirado desde los cinco años, recuerda que emuló a la artista en sus años de escuela, utilizando el parche ocular característico de Gabrielle. Adele también ha citado las Spice Girls como la mayor gran influencia en lo que respecta a su amor y pasión por la música, afirmando que « ellas me hicieron lo que soy hoy». En una ocasión, Adele ha contado que durante su infancia se disfrazaba de las Spice Girls y las imitaba en cenas familiares. También contó que estaba con el «corazón roto» cuando su miembro favorita, Geri Halliwell, también conocida como «Ginger Spice», se fue del grupo. Asimismo afirma que uno de los momentos más definitorios de su vida fue a los trece o catorce años cuando vio actuar a Pink en Brixton Academy. Sostiene que «nunca había escuchado a alguien cantar así en vivo», y que sintió una sensación «como que estaba en un túnel de viento, su voz por un poco me golpea. Fue increíble». Ella reconoce que su madre la indujo a la música de Aaliyah, Lauryn Hill, Mary J. Blige y Alicia Keys. También cita a Dusty Springfield, The Cure, Celine Dion, Whitney Houston, Madonna y Annie Lennox como influencias, y sobre Alabama Shakes y Lana Del Rey dice que son unos de sus artistas favoritos.
Su álbum de estudio debut, 19 (2008), es de género soul y en sus letras abordan el amor, las relaciones y el desamor. Su sucesor, 21 (2011), un álbum de ruptura; mezcla los géneros musicales blues, soul y country, asimismo incluye pero en poca medida el género pop. La cantante afirma que, para su sonido y composición, tomo como referencia «Need You Now» de Lady Antebellum, la forma de cantar de Wanda Jackson, principalmente en el tema «Rolling in the Deep», y la música country del Sur de los Estados Unidos. En una revisión para 21, Ian Wade, de BBC News, aseguró que «realmente es tan maravilloso, que casi estás obligado a levantarte y aplaudirlo después de la primera escucha.» Joseph Viney, de Sputnikmusic, opinó que «su habilidad para cambiar entre varios estilos es un testimonio al talento ya a su disposición.»

### Estilo vocal y actuaciones en directo

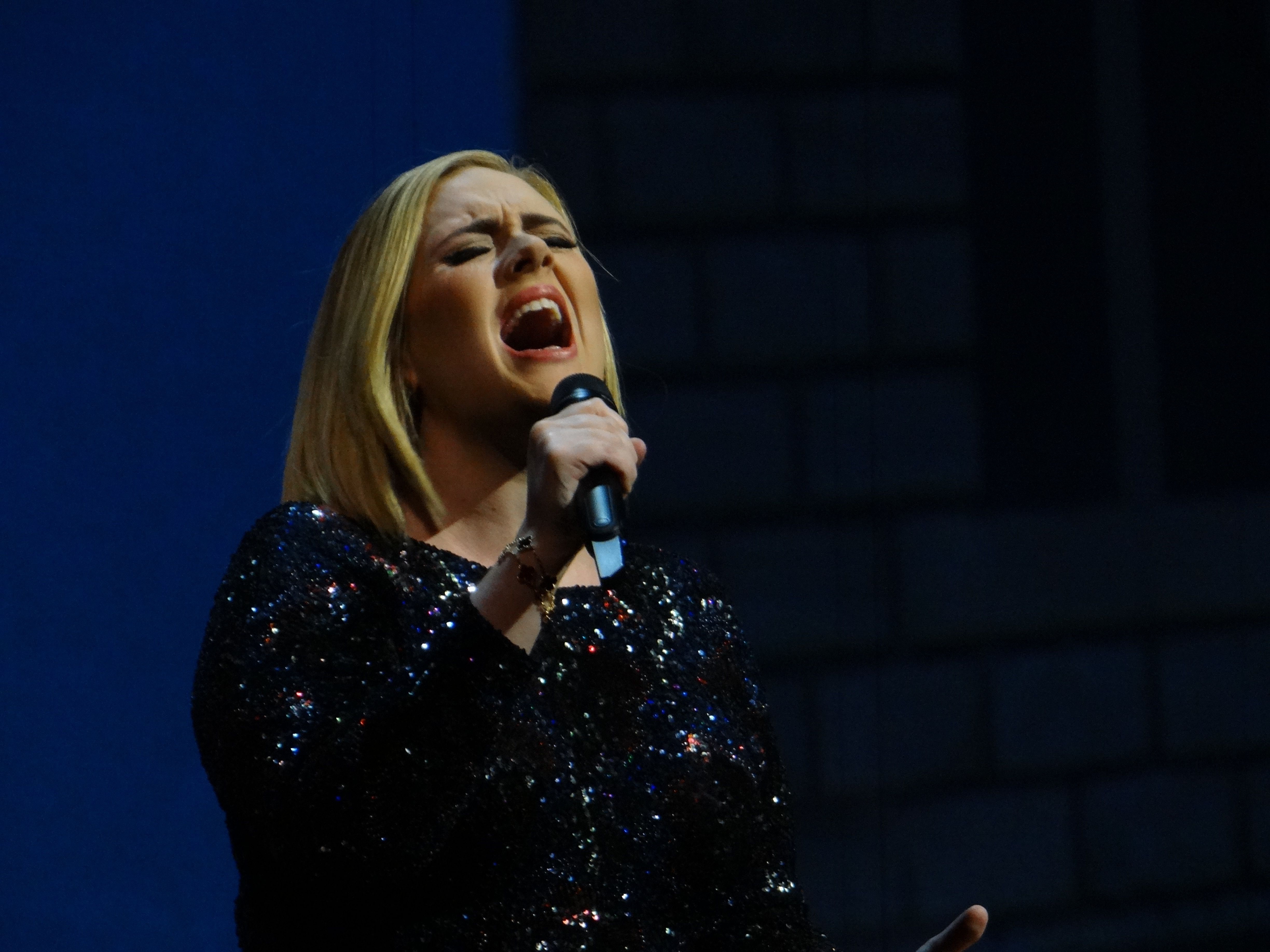
Adele cantando en vivo en el Bridgestone Arena en Nashville, Tennessee durante su gira Adele Live 2016.

Adele tiene un tipo de voz de mezzosoprano, con un rango vocal que va de C3 a B5, abarcando dos octavas y seis notas. Sin embargo, «Classic FM» dice que a menudo se la confunde con una voz de contralto debido a la aplicación de una mezcla de voz de pecho tensa para alcanzar las notas más bajas, mientras que también observa que su voz se vuelve más clara a medida que asciende en el registro, particularmente de C4 a C5. Según Rolling Stone, después de la cirugía que tuvo debido a un pólipo benigno en sus cuerdas vocales, la voz de Adele se volvió «notablemente más grande y de un tono más puro», y que había agregado cuatro notas más altas a su rango vocal. Asimismo la crítica elogió sus destrezas vocales con su álbum debut, 19, aunque algunos sostuvieron que su voz era más desarrollada e intrigante, lo cual no iba a la par con sus composiciones, comentarios con los que Adele estuvo de acuerdo. Según ella, «aprendí a cantar por mi misma escuchando a Ella Fitzgerald, Whitney Houston y Aretha Franklin por su acrobática y escalas vocales», de Etta James aprendió su «pasión» y de Roberta Flack a controlar su voz. Joseph Viney, de Sputnikmusic, sostiene que «“Rolling in the Deep” es una buena demostración de sus habilidades vocales». Según Gary McGinley, de No Ripcord, «se podría argumentar que sus actuaciones son falsas debido a su edad y antecedentes, pero al oír la música, es difícil argumentar contra su entrega casi perfecta». Por su parte, Bill Lamb, de About.com, afirmó que «es simplemente uno de los artistas vocales más cautivadores en la industria musical». a su vez alega que «el poder absoluto y la emoción en la voz de Adele es infinitamente impresionante».

## Impacto en la industria e imagen pública
Adele en 2012, fue considerada por Chris Molanphy, de Rolling Stone, como la «Reina del Pop» en un conteo de dieciséis artistas, en dicho ranking también figuraron Katy Perry, Lady Gaga, Christina Aguilera, Beyoncé, entre otras. Asimismo es considerada por el editor del Libro Guinness de los récords, Craig Glenday, como «un maravilloso modelo a seguir para los aspirantes a cantantes». En 2013 fue listada en el puesto número cinco de «las 100 mujeres más grandes de la música». La revista Billboard le dio crédito a Adele por revivir la industria de la música en 2011, el año del lanzamiento de 21, y escribió: «Ella fue una presencia única no solo en 2011, sino en todo el pop del siglo 21: una cantante y compositora con un talento extraordinario y un enfoque de dejar todo en la pista para grabar e interpretar — y también una personalidad terrenal, identificable y extrañamente sin pretensiones tanto dentro como fuera del escenario». Por otro lado, la revista Time la calificó como una de las personas más influyentes en el mundo.

## Filantropía
Adele ha actuado en numerosos conciertos benéficos durante su carrera. En julio y noviembre de 2008, realizó unas puestas en escenas en el Keep a Child Alive Black Ball en Londres y Nueva York, respectivamente. El 17 de septiembre de 2009, Adele realizó en el Brooklyn Academy of Music, para el canal VH1 el Divas evento, un concierto para recaudar fondos para la fundación The Music Foundation. En 2011, la cantante dio un concierto gratuito para los Pride London, una organización benéfica registrada por la comunidad LGBT que realizan eventos en Londres.
Adele ha sido una importante contribuyente a la fundación MusiCares, una organización de caridad fundada por los premios Grammy para los músicos necesitados. En febrero de 2009, Adele actuó en el concierto benéfico MusiCares de 2009 en Los Ángeles. En 2011 y 2012, Adele donó artículos autografiados de subastas para apoyar a la MusiCares. Adele declaró a «Skyfall» como «uno de los momentos de mayor orgullo de mi vida». Cuando Adele estaba en su gira por Europa y Reino Unido, a los turistas que fueran a verla les pedía que donaran una contribución mínima de caridad de 20 $ para el «UK charity Sands», una organización dedicada a «apoyar a cualquier persona afectada por la muerte de un bebé y la promoción de la investigación para reducir la pérdida de vida de los bebés». Durante la etapa de su gira en vivo de Adele en Reino Unido y Europa, se recolectó 13 000 dólares para la caridad.
En apoyo a la comunidad LGBT, el 12 de junio de 2016, Adele rindió homenaje dedicándole su concierto en Amberes, Bélgica a las víctimas de la masacre de una discoteca ocurrida en la ciudad estadounidense de Orlando (Florida). En el concierto, Adele declaró: «La gente de la comunidad LGBTQ son como mis almas gemelas desde que era muy joven, así que esto me conmueve mucho».
El 15 de junio de 2017, Adele asistió a una vigilia en el oeste de Londres en apoyo a las víctimas del incendio de la torre Grenfell donde, manteniendo un perfil bajo, solo fue vista por algunos fanáticos. En 2020 y 2021, luego de la tragedia, Adele ha estado muy comprometida con la causa, realizando publicaciones en su cuenta de Instagram sobre los homenajes, así como también haciendo apariciones en los aniversarios donde le rinden homenaje virtual a las víctimas expresando sus sentimientos y condolencias.

## Vida personal
A mediados de 2011, Adele empezó a salir con el empresario británico Simon Konecki. Luego de casi un año de relación, el 19 de octubre de 2012 tuvieron a su primer hijo llamado Angelo. Sobre el tema de convertirse en madre, Adele dijo «sentí que realmente estaba viviendo. Tenía un propósito, el cual antes no tenía». En 2013, Adele y Konecki presentaron una demanda contra una agencia fotográfica con sede en Reino Unido por haber publicado una foto de su hijo mientras lo llevaban en una salida familiar. La imagen fue publicada en todo el mundo sin consentimiento de los padres. Así entonces, la agencia ofreció pagar todos los daños y perjuicios causados, además se hizo cargo de los gastos legales.
A principios de 2017, la prensa comenzó a especular que Adele y Konecki se habían casado en secreto cuando fueron vistos usando anillos en sus dedos anulares. Ese mismo año, Adele en su discurso de aceptación cuando ganó el premio por álbum del año en la 59.ª edición de los Premios Grammy, la cantante confirmó estos rumores de casamiento cuando se refirió a Konecki como «mi esposo».
En abril de 2019, representantes de Adele anunciaron que la cantante y Konecki se habían separado después de más de siete años en pareja. Sin embargo, continuarían criando a su hijo juntos.
El 4 de marzo de 2021 dieron por concluido su matrimonio, después de haber firmado los trámites de divorcio de forma oficial.

## Discografía
- 2008: 19
- 2011: 21
- 2015: 25
- 2021: 30

## Giras musicales

### Conciertos únicos
- Adele One Night Only (2021)
- An Audience with Adele (2021)

### Residencias
- BST Hyde Park (2022)
- Adele in Munich (2024)
- Weekends with Adele (2022–2024)

### Giras
- An Evening with Adele (2008–2009)
- Adele Live 2016 (2016–2017)
- Adele Live (2011)

## Videos musicales
| Año  | Canción                            | Director/es       |
| ---- | ---------------------------------- | ----------------- |
| 19   |                                    |                   |
| 2008 | «Chasing Pavements»                | Mathew Cullen     |
| 2008 | «Cold Shoulder»                    | Phil Griffin      |
| 2008 | «Make You Feel My Love»            | Mat Kirkby        |
| 2009 | «Hometown Glory»                   | Rocky Schenck     |
| 21   |                                    |                   |
| 2010 | «Rolling in the Deep»              | Sam Brown         |
| 2011 | «Someone Like You»                 | Jake Nava         |
| 25   |                                    |                   |
| 2015 | «Hello»                            | Xavier Dolan      |
| 2016 | «Send My Love (To Your New Lover)» | Patrick Daughters |
| 30   |                                    |                   |
| 2021 | «Easy on Me»                       | Xavier Dolan      |
| 2022 | «Oh My God»                        | Sam Brown         |
| 2022 | «I Drink Wine»                     | Joe Talbot        |